# 辻川与一右衛門
辻川 与一右衛門（つじかわ よいちうえもん、1855年6月11日（安政2年4月27日） - 1934年（昭和9年）9月2日）は、日本の政治家、衆議院議員（1期）。

## 経歴
長崎県出身。酒造業を営む。壱岐石田両郡連合会議員、諸吉学区連合会議員、所得税調査委員、石田外二村戸長、石田村長、徴兵参事員、長崎県会議員、壱岐郡会議員、長崎県農工銀行監査役、長崎県農会副会頭となる。
1908年の第10回衆議院議員総選挙において長崎県郡部から立憲政友会公認で立候補したが次点で落選した。しかし、翌年5月に繰り上げ当選となる。衆議院議員は1期務め、1912年の第11回衆議院議員総選挙には出馬しなかった。1934年に死去した。